# Meinl

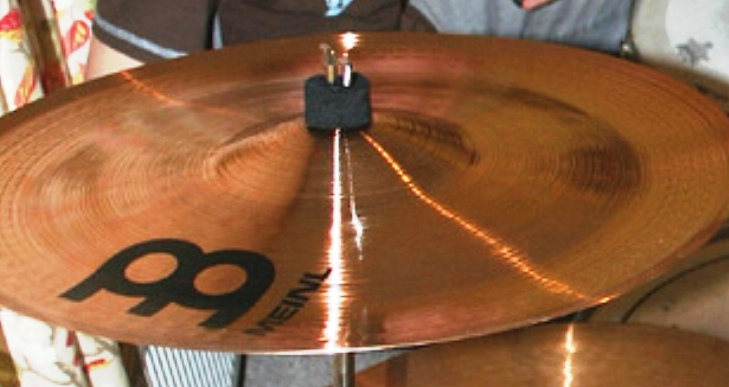
Cimbaal van Meinl

Meinl Percussion is een producent van bekkens en andere percussie-instrumenten, met het hoofdgebouw in Gutenstetten, Duitsland. Hun hoofdmerk is Meinl.
Het bedrijf werd opgericht in 1951 door Roland Meinl, is een van de grootste bekkenfabrikanten naast Paiste, Zildjian en Sabian, en is behalve van zijn bekkenproductie bekend van de vele noviteiten op het gebied van zijn conga's en percussie-instrumenten.
Meinl en Paiste zijn de twee grotere bedrijven die bekkens maken met een 'Europees' geluid, afgeleid van de Turkse bekkentradities. Meinl is de enige van de vier grootste bekkenfabrikanten die vier verschillende legeringen gebruikt voor bekkens.